# Eupithecia formosa
Eupithecia formosa es una especie de polilla de la familia Geometridae. La especie fue descrita por primera vez por András Mátyás Vojnits y Edmond de Laever habiendo sido descrita en 1973, con distribución en China, especialmente la provincia de Yunnan.: 471  El holotipo de la especie fue descrita en el sector A-tun-tse, al norte de Yunnan y a una altitud de 4500 metros (14 763,8 pies).
Su ciclo de vida va de mediados de abril hasta agosto. Se ha descrito que se nutre de Adenocaulon bicolor. Basado en sus características morfológicas, pertenece a un grupo de especies no muy numeroso del paleártico Eupithecia suboxydata, puramente especies de Asia.